# Željko Seleš (rukometni trener)
Željko Seleš (Gašinci pokraj Đakova, 25. veljače 1929. – Bjelovar, 12. prosinca 2020.) bio je hrvatski rukometni trener. Po struci je profesor tjelesnog odgoja.

## Životopis
Rodio se u športaškoj obitelji, a uz rukomet su mu već bili vezani mati i sestre koje su igrale hazenu, šport vrlo sličan rukometu.

Školovao se u Bjelovaru i studirao je na DIF-u Sveučilišta u Beogradu (onda jedinom takvom u državi).
Utemeljitelj je rukometa u Bjelovaru i osoba zaslužna za stavljanje grada Bjelovara na europske i svjetske rukometne zemljovide.
Osnovao je 1955. ORK Partizan, zajedno s još dva prijatelja.
Proslavio se kao trener Partizana iz Bjelovara, kojeg je vodio od 1955. do 1973. godine.

Njegovom zaslugom, Partizan iz Bjelovara je ušao u prvu ligu i osvojio brojne državne i europske naslove.

Poslije 1974., otišao je raditi u drugim klubovima, križevačkom Čeliku, varaždinskom Varteksu, a izvan Hrvatske u slovenskom Celju, njemačkom klubu THW Kiel te u Italiji.

U međuvremenu je njegov Partizan ispao iz lige. Seleš se vratio u Bjelovar i pod njegovim vodstvom se Partizan vratio u najviši razred.
Unatoč njegovom uspješnom radu kao voditelja momčadi i kao stvaratelja igrača, kao i trener omladinskih reprezentacija Jugoslavije, nikad nije dobio mjesto izbornika državne "A" reprezentacije.
Za svoj rad i doprinos rukometu, dobio je republičke nagrade.

## Trenerski uspjesi
(s Partizanom iz Bjelovara)
- državni prvak: 1958., 1961. 1967., 1968., 1970., 1971., 1972.

- državni kup: 1960. i 1968.

- Kup europskih prvaka: 1972.
  - doprvak: 1969., 1973.

(sa ženskim sastavom Partizan iz Bjelovara)
- prvaci Hrvatske: 1963.

## Vanjske poveznice
- THW Kiel – Željko Seleš (njem.)
- Hrvatski rukometni portal